# Jasper Jaspers jr.
Jasper Jaspers Jr. (Amsterdam, 21 september 1855 - aldaar, 2 januari 1909) was een Nederlands onderwijzer die een belangrijke rol heeft gespeeld bij de opkomst van de natuurstudie aan het begin van de twintigste eeuw.
Jaspers werd onderwijzer, in het bijzonder in de plant- en dierkunde die hij voor alle klassen verzorgde. Hij werd hoofd der school in Schoorl en later - tot zijn dood - hoofd van de Openbare Lagere School no. 60 in Amsterdam. 
Jaspers wijdde een groot deel van zijn leven aan zijn passie, de liefde voor de natuur. Hij behoorde, samen met onder anderen Jac.P. Thijsse en Eli Heimans tot een groep onderwijzers die kennis van de natuur bij wilde brengen aan grote groepen mensen, binnen en buiten het onderwijs. Natuurstudie, ook voor Jaspers,  betekende op excursie gaan in de vrije natuur en het aanleggen van een verzameling natuurlijke objecten. 
Jaspers publiceerde veel over natuurhistorische onderwerpen, onder meer zijn leerboeken Natuurlijke historie in de lagere school (1893) en Het rijke leven. Natuurhistorisch leesboek voor de hoogere klassen der volksschool (1895). Daarnaast schreef  hij in De Levende Natuur, waarvan hij medeoprichter en vier jaren mederedacteur was, en was hij mede-auteur van Het strandboekje (1913), in samenwerking met Han Heinsius.
Jaspers was bestuurslid van de afdeling Amsterdam van de Nederlandse Natuurhistorische Vereniging en bovendien lid van het hoofdbestuur van deze vereniging, met functies als redacteur en conservator. Daarnaast was hij bestuurslid van de Vereniging Natuurmonumenten. 

## Bron
- Brouwer, F.I. (1958), Leven en werken van E. Heimans en de opbloei der natuurstudie in Nederland aan het begin van de twintigste eeuw.

- Digitale Bibliotheek voor de Nederlandse Letteren: jasp014
- International Standard Name Identifier: 0000 0003 9069 3367
- Nederlandse Thesaurus van Auteursnamen: 12671231X
- Virtual International Authority File: 284360307
- WorldCat: E39PCjG8b8PYhxVxkd3F6x76YX